# Parlamento provinciale del Jiangxi
Parlamento provinciale del Jiangxi(江西省議會) è stato il supremo legislatore del Jiangxi tra 1912 e 1924.
Il Parlamento è stato istituito il 1º febbraio 1912, sulla base della presidenza del Jiangxi provinciale consultivo (江西省諮議局). Dopo 3 congresso nel 1912, 1918, 1921, il Parlamento è stato dislocato a causa delle numerose guerre durante la Spedizione del Nord e le altre ragioni politiche.